# Агнес Бабенберг (Полша)
Агнес фон Бабенберг (на немски: Agnes von Babenberg; Agnes von Österreich; на полски: Agnieszka Babenberg; * ок. 1108/1113; † 24/25 януари 1163, Алтенбург) е австрийска маркграфиня от род Бабенберги и чрез женитба херцогиня на Полша и херцогиня на Силезия.

## Биография
Тя е втората дъщеря на австрийския маркграф Свети Леополд III († 1136) и втората му съпруга Агнес от Вайблинген († 1143), вдовица на херцог Фридрих I Хоенщауфен от Швабия († 1105), дъщеря на император Хайнрих IV († 1106) и Берта Савойска († 1087). Сестра е на Ото от Фрайзинг († 1158), епископ на Фрайзинг и историк, Конрад II († 1168), епископ на Пасау, архиепископ на Залцбург, херцог Хайнрих II Язомиргот († 1177), херцог Леополд IV († 1141). Полусестра е на Фридрих II Едноки († 1147) херцог на Швабия, и Конрад III († 1152) херцог на Франкония 1116 – 1120, немски крал (1138 – 1152). Сестра ѝ Гертруда († 1151) се омъжва през 1140 г. за крал Владислав II от Бохемия († 1175).
Агнес фон Бабенберг се омъжва през 1125 г. за полския княз Владислав II Изгнаник († 1159) от род Пясти, херцог на Силезия (1138 – 1146). През 1146 г. семейството е прогонено от Полша и след кратък период на престой в Чехия се установява в Германия, където германския крал Конрад III приютява семейството в саксонския замък Алтенбург.
Агнес фон Бабенберг умира на 25 януари 1160 г. в Алтенбург и е погребана в манастир Пфорте/Заале.

## Деца
Агнес и Владислав II Изгнаник основават линията на „силезийските Пясти“. Те имат децата:
- Болеслав I Високи (* ок. 1127; † 7 декември 1201), от 1163 г. херцог на Силезия в Бреслау, женен I. 1142 г. за Свинислава от Киев (херцог на ок. 1155), II. ок. 1156 г. за Аделхайд фон Зулцбах (* пр. 11 януари 1126; † 25 август)
- Рикса от Силезия (* между 1130/1140; † 16 юни 1185), омъжена I. 1152 г. за крал Алфонсо VII от Кастилия († 21 август 1157), II. за Раймон Беренгар II (* 1135, † 1166), III. 1167 г. за Алберхт III (Алберт), граф на Еверщайн (1135 – 1197/1202)
- Мешко I Кривоноги (* ок. 1138; † 16 май 1211), херцог на Силезия, Опелн и Ратибор, женен между 1170 и 1178 г. за Лудмила (* ок. 1150; † ок. 20 октомври 1211), родители на:
  - Казимир I Ополски (* между 1178 и 1179; † 13 май 1229), женен през 1218 г., за Виола Асен Българска (* ок. 1182 в Търново; † 7 септември 1251), сестра на българския цар Иван Асен II (* ок. 1190; † юни 1241), дъщеря на цар Иван Асен I (* ок. 1156; † сл. 1196)
- Конрад Тънконоги (* 1146/57; † 17 януари 1180/90), от 1178 херцог на Силезия в Глогау, 1181 домхер в Бамберг и елект/епископ на Бамберг
- Алберт (* ок. 1156; † ок. 1168/78).